# Uvaria caroli-afzelii
Uvaria caroli-afzelii este o specie de plante angiosperme din genul Uvaria, familia Annonaceae, descrisă de Robert Elias Fries. Conform Catalogue of Life specia Uvaria caroli-afzelii nu are subspecii cunoscute.